# ジョン・ピーター・リチャードソン (3世)
ジョン・ピーター・リチャードソン（John Peter Richardson, 1831年9月25日 - 1899年7月6日）は、アメリカ合衆国の政治家。民主党に所属し、1886年から1890年まで第83代サウスカロライナ州知事を務めた。

## 生い立ち
1831年9月25日、リチャードソンはサウスカロライナ州クラレンドン郡において、ジョン・ピーター・リチャードソンとジュリアナ・オーガスタ・マニングの息子として誕生した。リチャードソンは1849年にサウスカロライナ大学を卒業後、クラレンドン郡にあるエルムズウッド農園で経営者となった。リチャードソンはまた、サウスカロライナ州下院議員に選出された。
南北戦争が勃発すると、リチャードソンは1862年にアメリカ連合国陸軍に参加した。リチャードソンはジェイムズ・キャンティー准将の下で、終戦まで参謀を務めた。終戦後、リチャードソンは1865年から1867年までサウスカロライナ州上院議員を務めた。その後、州の政治は共和党急進派により掌握され、リチャードソンは州の政治から離れた。リチャードソンは共和党の勢力が衰えた1878年に州財務官として州の政治に復帰した。リチャードソンは1886年まで州財務官を務めた。

## サウスカロライナ州知事
1886年、リチャードソンはクラレンドン郡の民主党員から支持を受け、民主党の州知事候補に名乗りを上げた。リチャードソンは州民主党大会で推薦を受けたが、ジョン・カルフーン・シェパード副知事がベンジャミン・ティルマンの推薦により対立候補にのぼった。リチャードソンは州党大会において、結成間もない農民組合から強い支持を受けた。リチャードソンは州党大会の予備選挙において、3度の投票を経て過半数を獲得し、民主党の州知事候補に選出された。そして本選挙では対立候補が現れず、リチャードソンが第83代サウスカロライナ州知事に選出された。
1888年、リチャードソンは2期目の知事を目指した。リチャードソンはティルマンの推薦するジョセフ・アールと民主党予備選挙を戦い、6割超の支持を集めた。本選挙では対立候補が現れず、リチャードソンが2期目の州知事に選出された。
リチャードソンは知事として、州政改革を求める農民の声に応じた。1889年にはクレムゾン大学を創設した。

## 晩年
1899年7月6日、リチャードソンはサウスカロライナ州コロンビアにおいて死去した。リチャードソンの位置はカムデンのクエーカー墓地に埋葬された。